# Nowickia deflexa
Nowickia deflexa är en tvåvingeart som beskrevs av Zimin 1980. Nowickia deflexa ingår i släktet Nowickia och familjen parasitflugor. Inga underarter finns listade i Catalogue of Life.